# 인천대교
인천대교(仁川大橋)는 대한민국 인천광역시에 있는 다리로, 중구 운서동 영종 나들목과 연수구 송도동 연수 분기점을 연결한다. 제2경인고속도로를 구성하는 고속도로 교량이다.
2005년에 착공하여 2009년 10월 16일에 완공, 2009년 10월 19일 0시부터 차량 통행이 시작되었다. 총 연장 21.38km에 교량 구간 18.35km이다.
고가교 구간은 경간이 50m, 연속 5경간에 PSC 박스 거더로 시공하였으며 접속교 구간은 경간이 145m, 연속 7경간에 PSC 박스 거더로 시공하였다. 이 외에 각종 신공법의 교량들로 구성되어 있다.
사장교의 경간은 800m로, 사장교 중에서 세계 7위, 대한민국 1위의 길이의 교량이며, 강바닥판 상자형 거더에 주탑은 역Y형 콘크리트 구조로 높이는 238.5m이다. 공법은 서해대교에서도 쓰인 크레인이 작은 거더 블록을 차례대로 가설하면서 케이블도 동시에 가설하는 방식이 사용되었다.
또한 교량을 안전하게 보호하기 위하여 사장교 구간과 접속교 일부 구간에 최대 10만톤급 화물선이 10노트의 속력에서의 충돌을 보호할 수 있는 선박충돌방지공이 설치되어 있다.

## 역사

### 계획
1999년 7월 김대중 전 대통령 캐나다 방문 중 인천제2연륙교 경협사업 제시하였고 2000년 2월 28일 캐나다 AGRA사에서 제2연륙교 민간투자사업제안서 제출(영국 AMEC사에 인수), 2000년 5월 캐나다 AGRA사  영국 AMEC사에 인수하였다. 2001년 3월 19일 인천제2연륙교 민간투자사업 심의 완료하였고 2001년 7월 14일 민간투자사업 우선협상자 지정하였고 2003년 6월 18일 민간투자사업 실시협약체결 및 사업시행자 지정하였다. 2004년 6월 28일 제2연륙교 연결도로 (국고 구간) 사업시행 지시(건설교통부 (현 국토교통부))하였고 2004년 10월 12일 사전공사 착수지시(국고 구간)하였다. 2004년 11월 3일 인천제2연륙교를 고속국도 제110호선 제2경인고속도로로 지정(대통령령 18579호)되었고 2004년 12월 31일 국고 구간 공사 발주(한국도로공사)하였다. 2005년 노무현 전 대통령은 기공식에 참석해 인천대교를 '희망과 번영의 길'이라고 명명했다. 2005년 4월 22일 국고 구간 공사 공사 입찰하였고 2005년 6월 3일 인천제2연륙교 명칭을 인천대교로 확정되었다.

### 개발
2005년 6월 16일 인천대교 기공식 당시 노무현 전 대통령이 참석하였고 2005년 7월 1일 민자 구간 본공사 착공하였고 2005년 12월 26일 국고 구간 계약 및 착공에 들어갔다. 2009년 8월 국고 구간 공사 마무리되었고 2009년 10월 민자 구간 공사 마무리되었다.

### 개장
2009년 10월 16일 민자, 국고 구간 전 구간 개통 당시 통행료 5,500원이고 2009년 10월 19일 자정부터 차량 통행이 시작되었다. 2017년 8월 15일 통행료 소형 기준 6,200원에서 5,500원으로 인하되었다.

## 수상, 평판
인천대교는 수많은 국내외 토목 전문가들이 '세계 3대 아름다운 다리'로 꼽는다. 특히 2005년도 착공 당시부터 영국 금융전문지 유로머니(Euromoney)가 선정한 '올해의 PF최우수상'을 수상하였으며, 2010년도에는 일본토목학회에서 주최한 '다니까상'도 탔으며, 2011년도에는 미국토목학회가 선정한 '올해의 OCEA상'을 수상하였다. 그 중 세상에서도 '가장 야경이 아름다운 다리를 꼽는다면 바로 인천대교'를 꼽는다. 전문가들은 "인천대교 앞에 있는 청량산 꼭대기에 올라 줌렌즈 또는 망원경을 통해 인천대교를 바라보는 S코스 경치와 석양은 단연 세계 최고"라고 극찬을 하고 있다.

## 통행료
인천대교 통행료는 2009년 10월에 소형 기준 5,500원으로 결정되었다. 이는 기존 영종도로 이어지는 인천국제공항고속도로의 영종대교의 통행료 3,700원과 비교하면 약 2배 가까이 차이가 나는 것으로, 이 때문에 인천광역시 시민들을 중심으로 통행료가 비싸다는 논란이 일었다..
이후 국토교통부에서 통행료를 인하하기 위해 2013년부터 인천대교주식회사와 협의를 시작해 2017년 자금재조달을 통해 2017년 8월 15일부터 소형 기준으로 700원 인하하기로 결정했다. 이로 인해 매일 이 교량을 통해 출퇴근하는 이용객 기준으로 연간 약 33만원씩 절약할 수 있게 되었다.
아래 요금표는 2017년 8월 15일부터 적용되는 요금이다.
| 구분                             | 요금   |
| -------------------------------- | ------ |
| 경차 (배기량 1000cc 미만)        | 2,750  |
| 소형 (윤폭 279.4mm 이하 2축차량) | 5,500  |
| 중형 (윤폭 279.4mm 초과 2축차량) | 9.400  |
| 대형 (3축이상)                   | 12,200 |

## 스포츠 스폰서십
2009년 인천광역시를 연고로 한 프로축구 클럽 인천 유나이티드 FC와 인천대교는 1년 20억원, 유니폼 마킹으로 스폰서 관계를 맺었다. 이는 국내 최초의 지역 명물과 지역 클럽 간에 스폰서 관계이며, 홍보가 절실했던 인천대교는 이로써 홍보효과를 기대하고 있다.

## 사건 및 사고

### 시외버스추락 사고
2010년 7월 3일 오후 1시 20분경, 포항에서 출발하여 인천국제공항으로 향하던 고속버스가 인천대교 요금소를 통과한 직후, 영종 나들목의 일반도로와 연결되는 고가도로 위에서 앞에 가던 1톤 화물차와의 안전거리를 확보하지 않은 채 주행 중 차량 고장으로 멈춰 서 있던 승용차를 피하려다 가드레일을 들이받고 10m 아래 하늘도시 제3공구 공사현장으로 추락하는 사고가 발생하였다. 이 사고로 인해, 14명이 사망하고 10명의 부상자가 발생하였다. 이는 인천대교 개통이래 20명 이상의 사상자를 낸 최초의 대형사고이기도 하였다. 사고원인은 고속 버스 운전 기사의 과속 및 안전거리 (약 100m) 미 확보와 추돌당한 마티즈 승용차 운전자가 자동차 고장을 감지하고도 차량 운행을 강행하였고, 고장으로 차량이 정지한 후에도 안전대를 세우는 등의 적극적인 대처를 하지 않은 것으로 드러났다.

## 사진

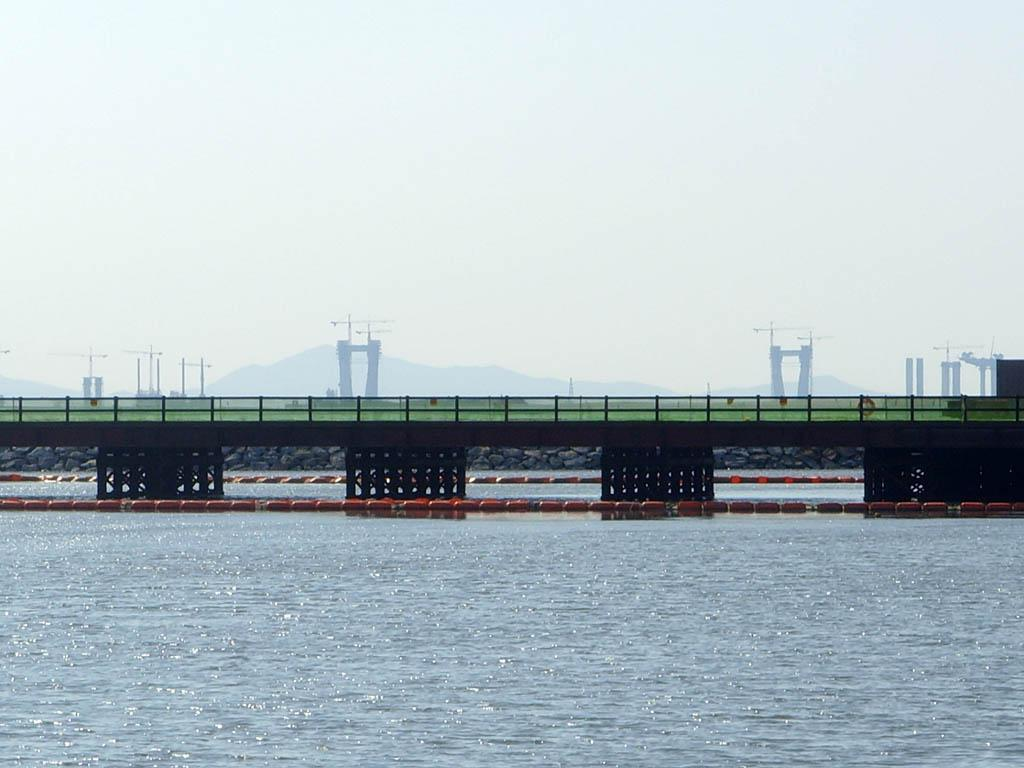
2007년 3월 17일 (주탑)
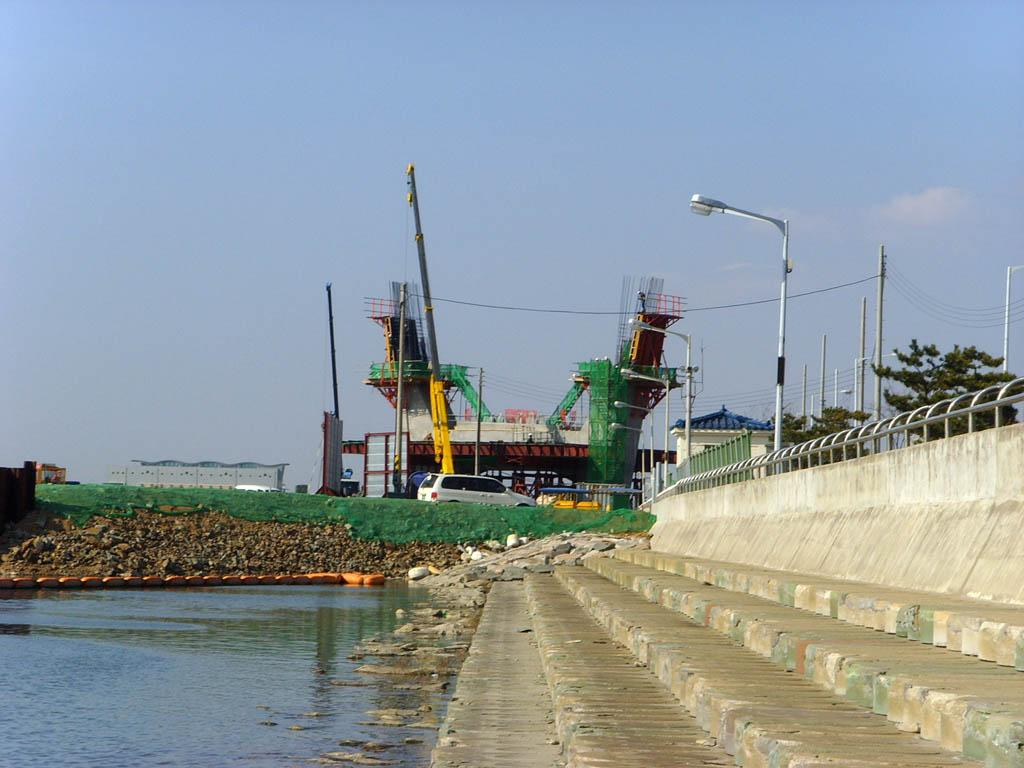
2007년 3월 17일 (아암교)
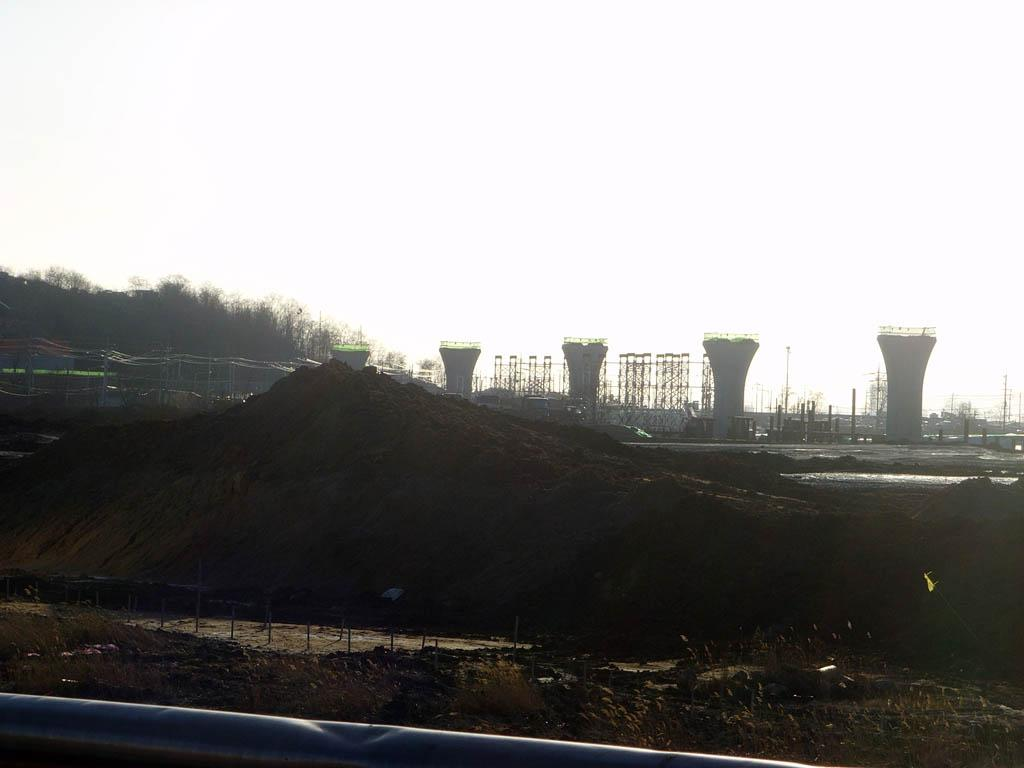
2007년 3월 17일 (학익 분기점 부근)
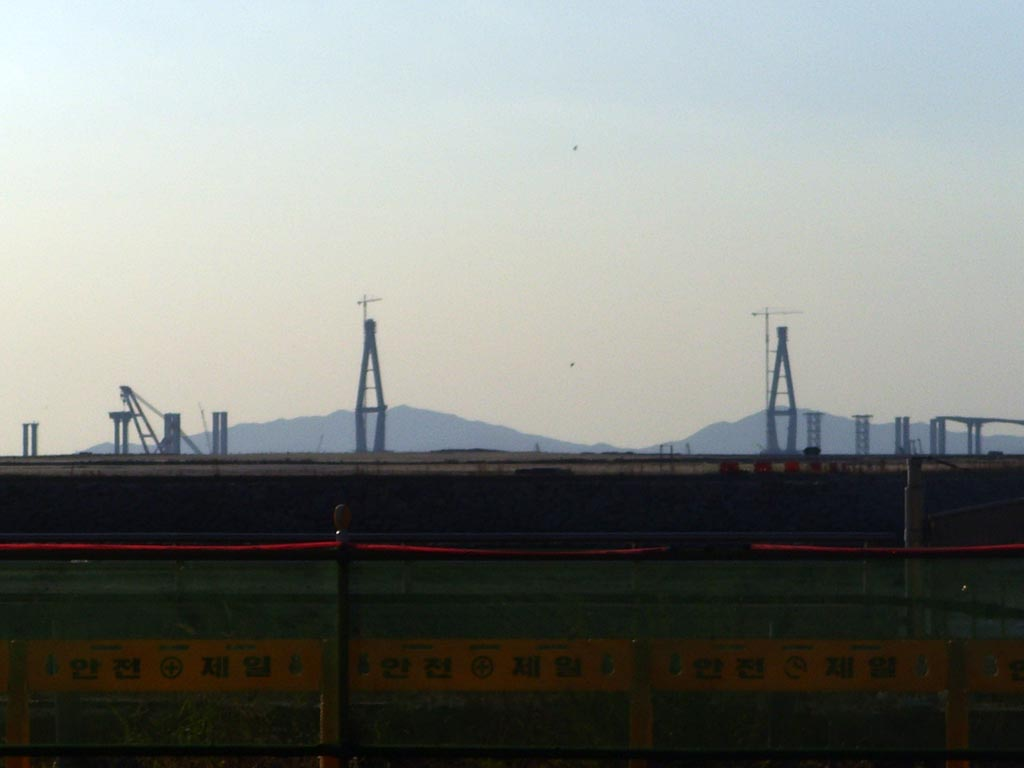
2007년 11월 3일 (주탑)
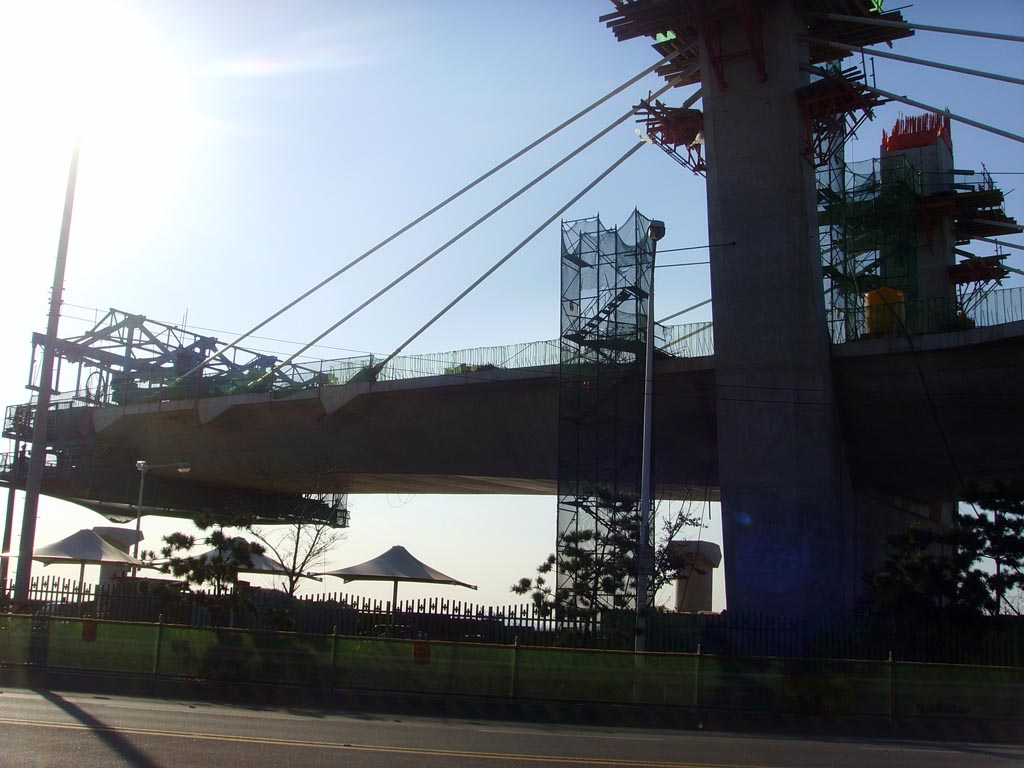
2007년 11월 3일 (아암교)
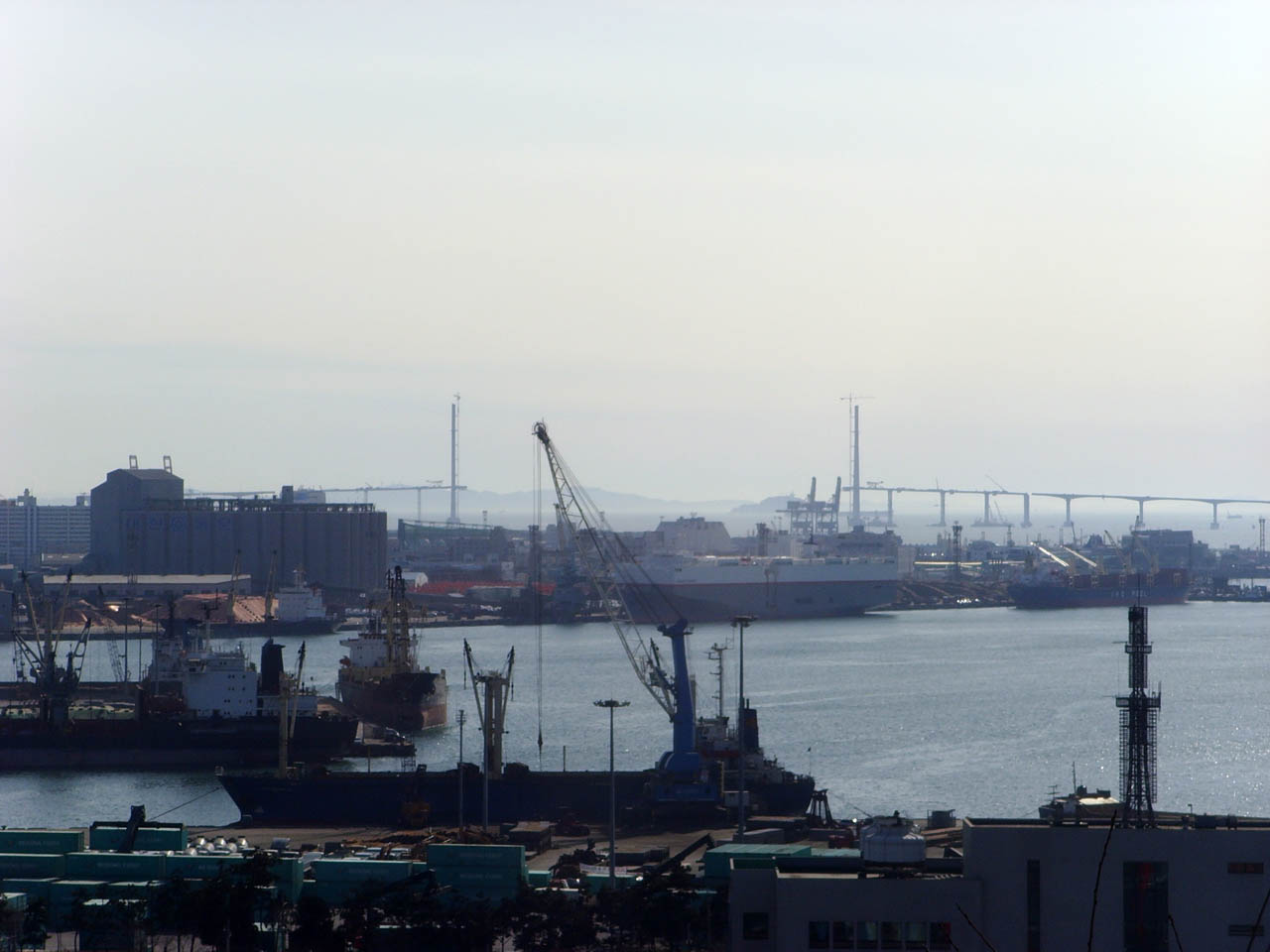
2008년 3월 15일 (주탑)
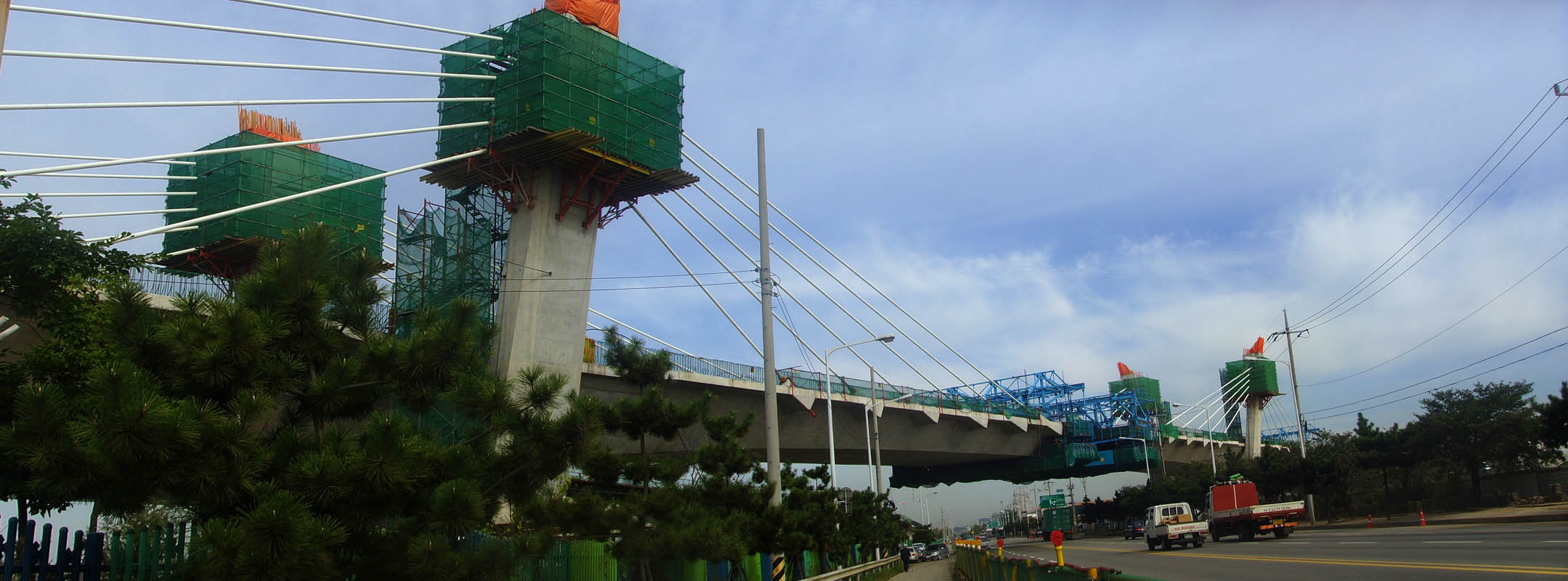
2008년 9월 27일 (아암교)
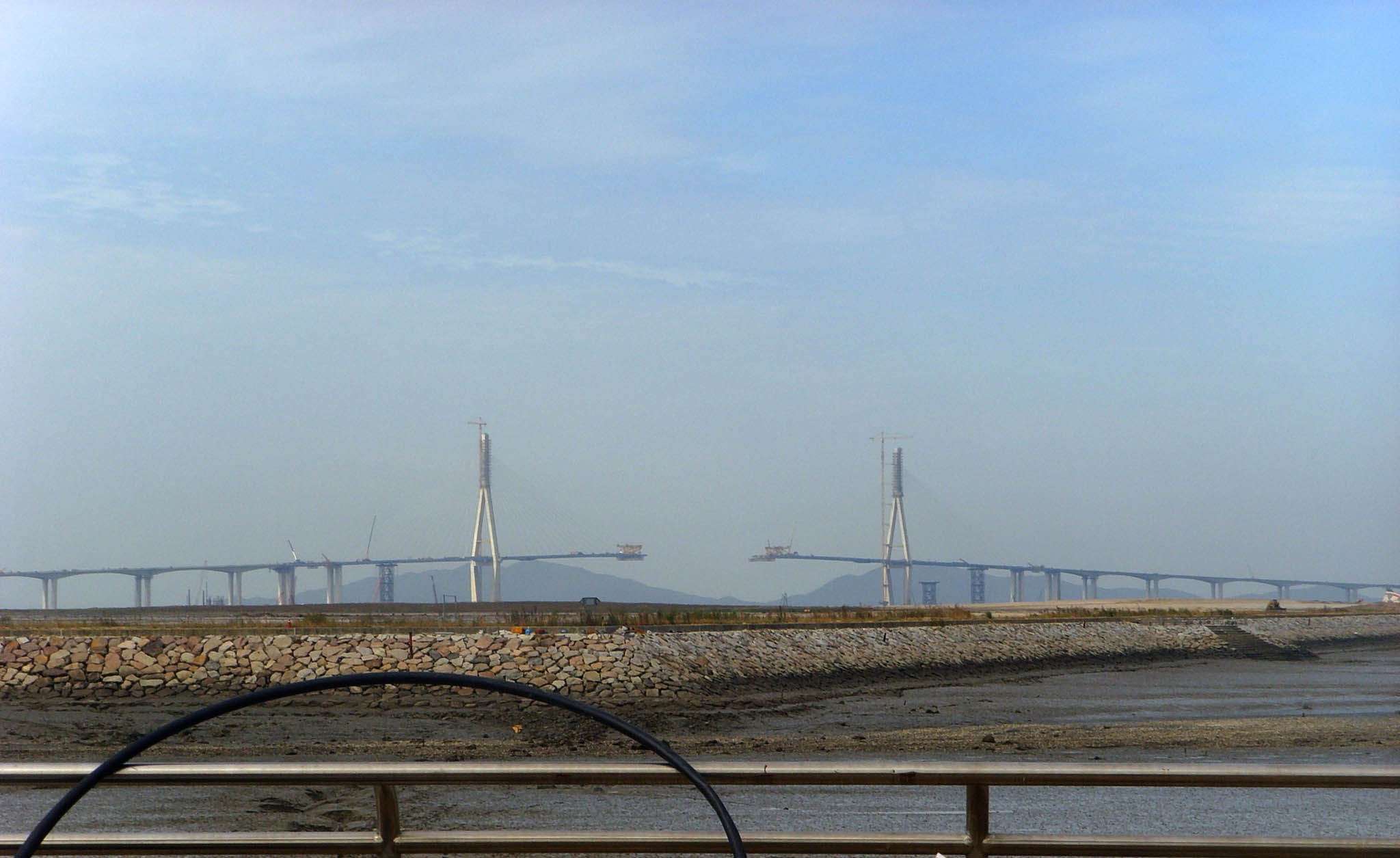
2008년 9월 27일 (주탑)
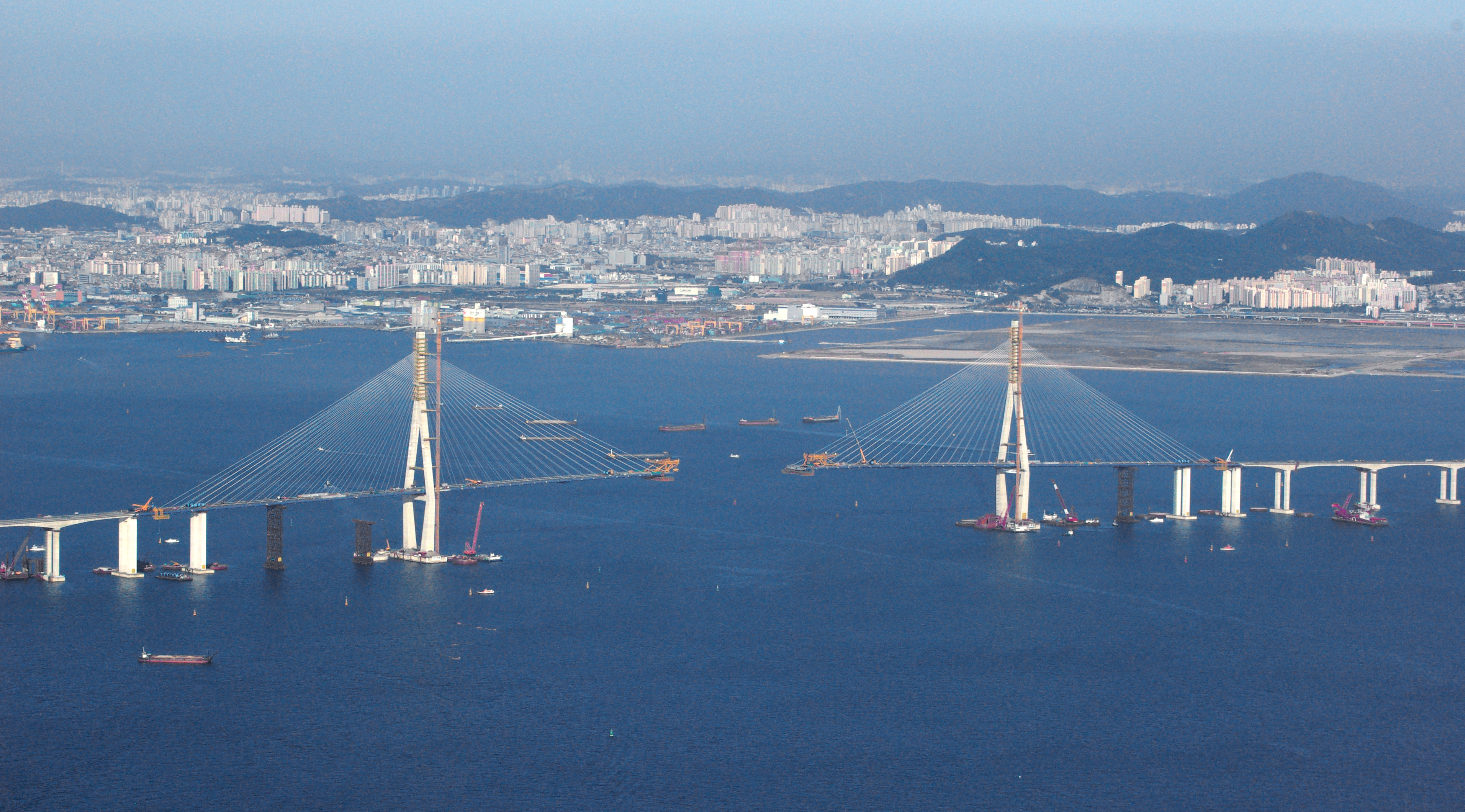
2008년 10월 12일
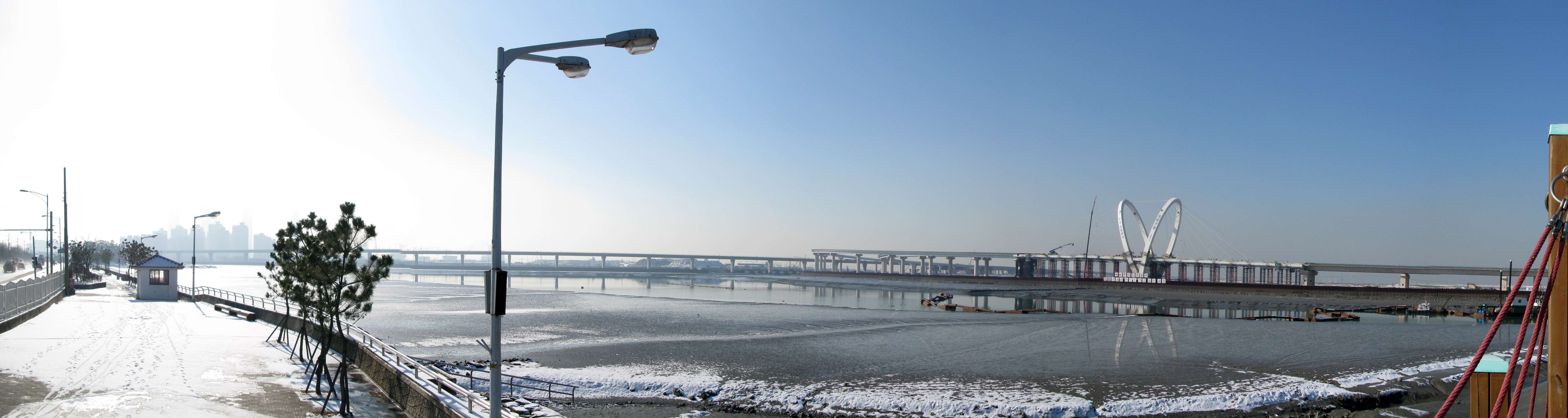
2008년 12월 23일 (접속교)
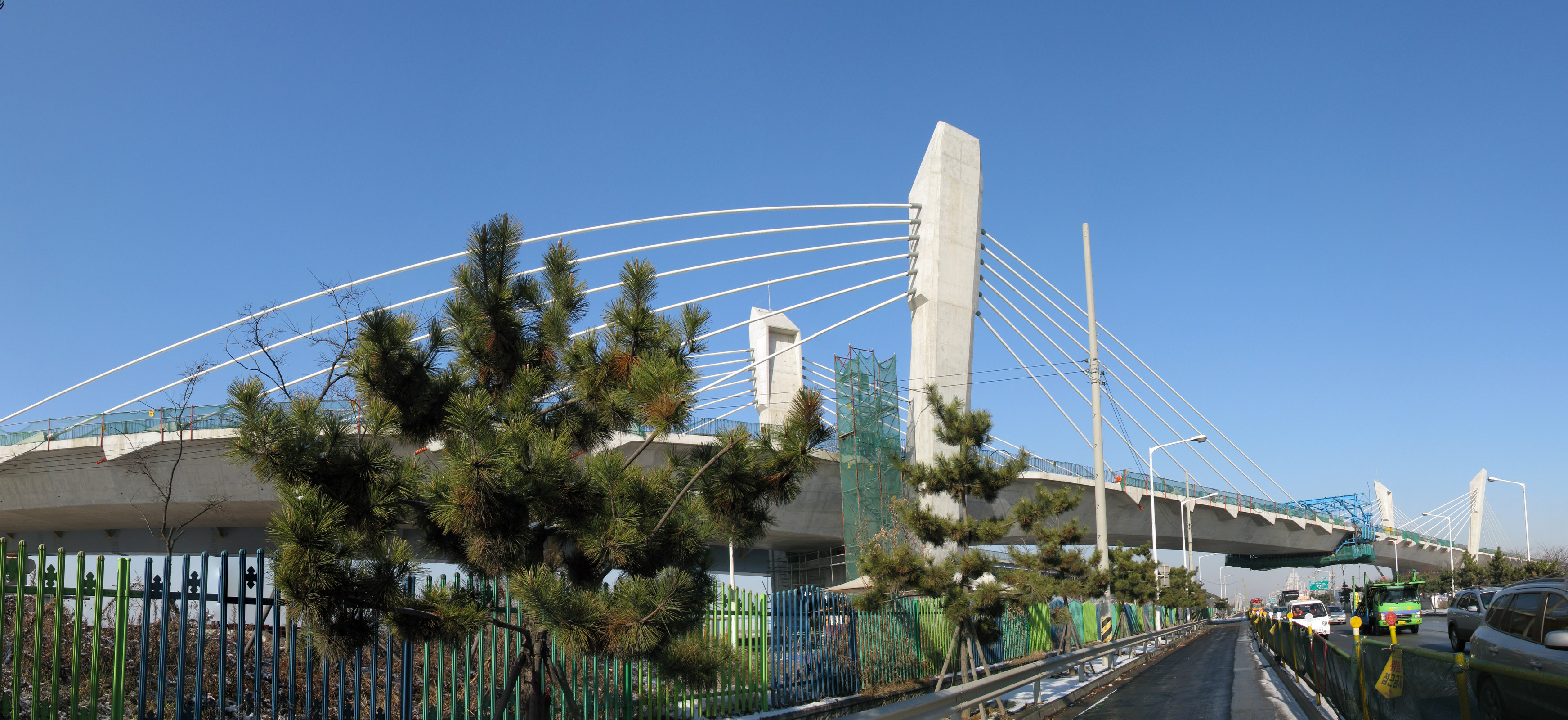
2008년 12월 23일 (아암교)
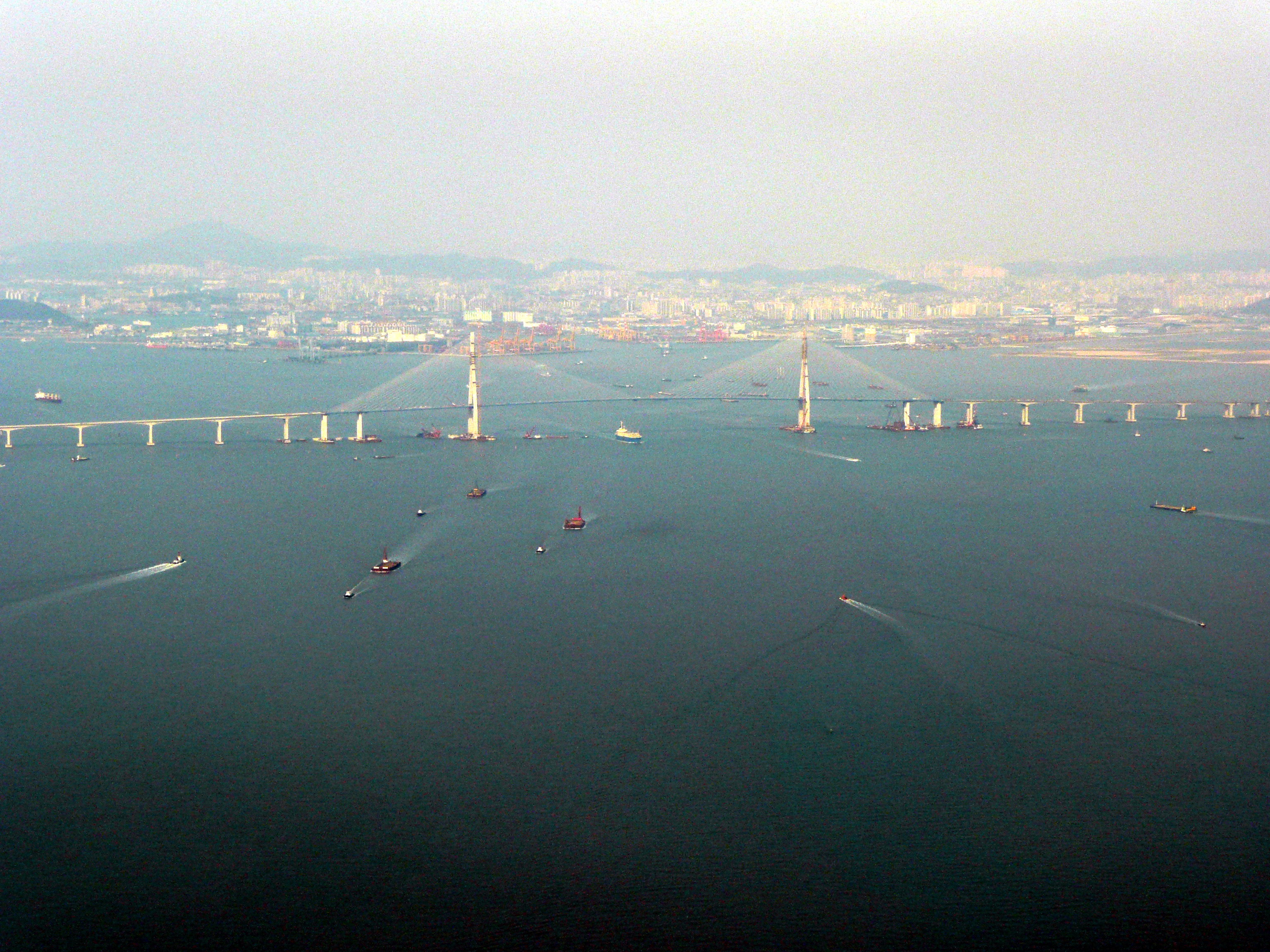
2009년 3월 29일
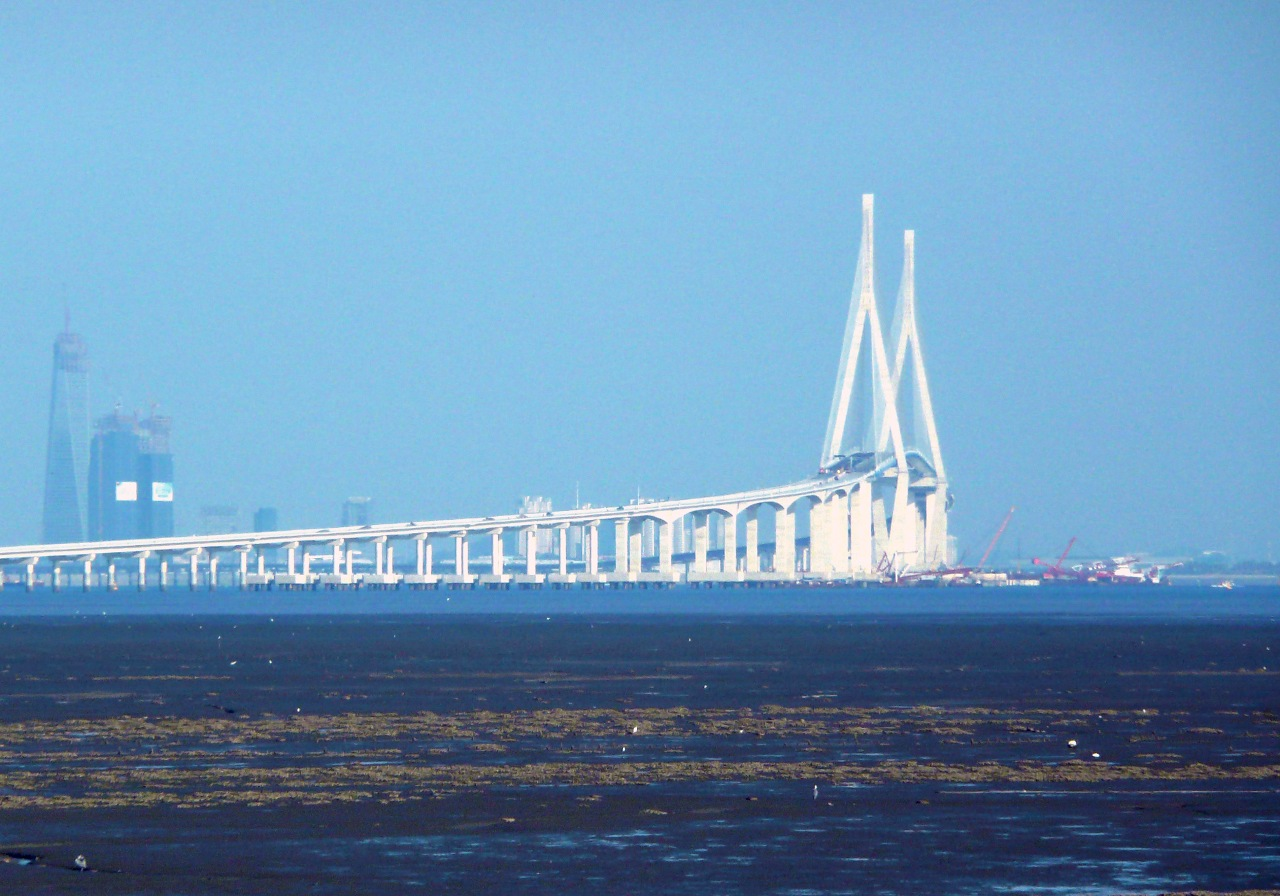
2009년 9월 13일
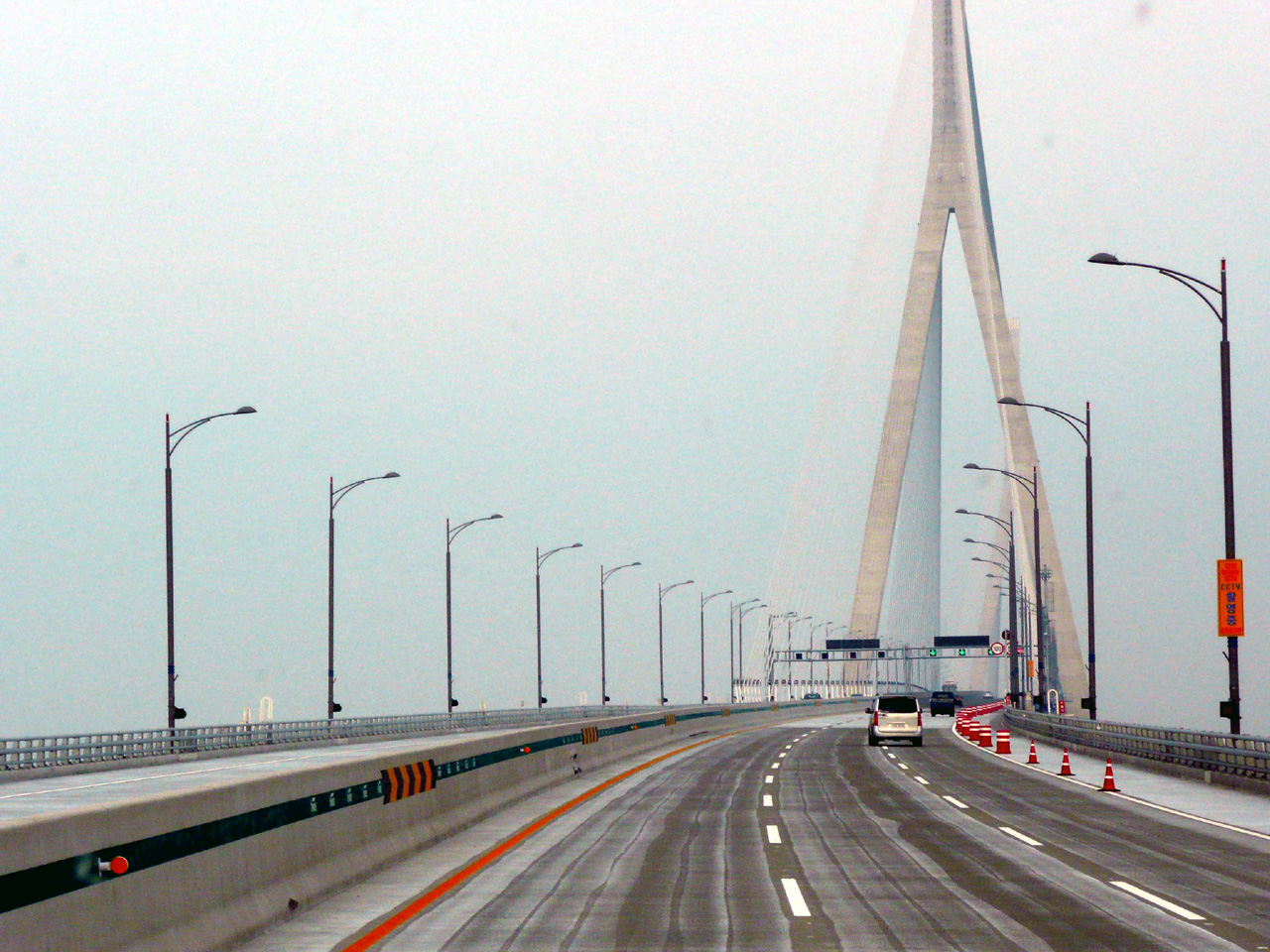
2009년 10월 31일
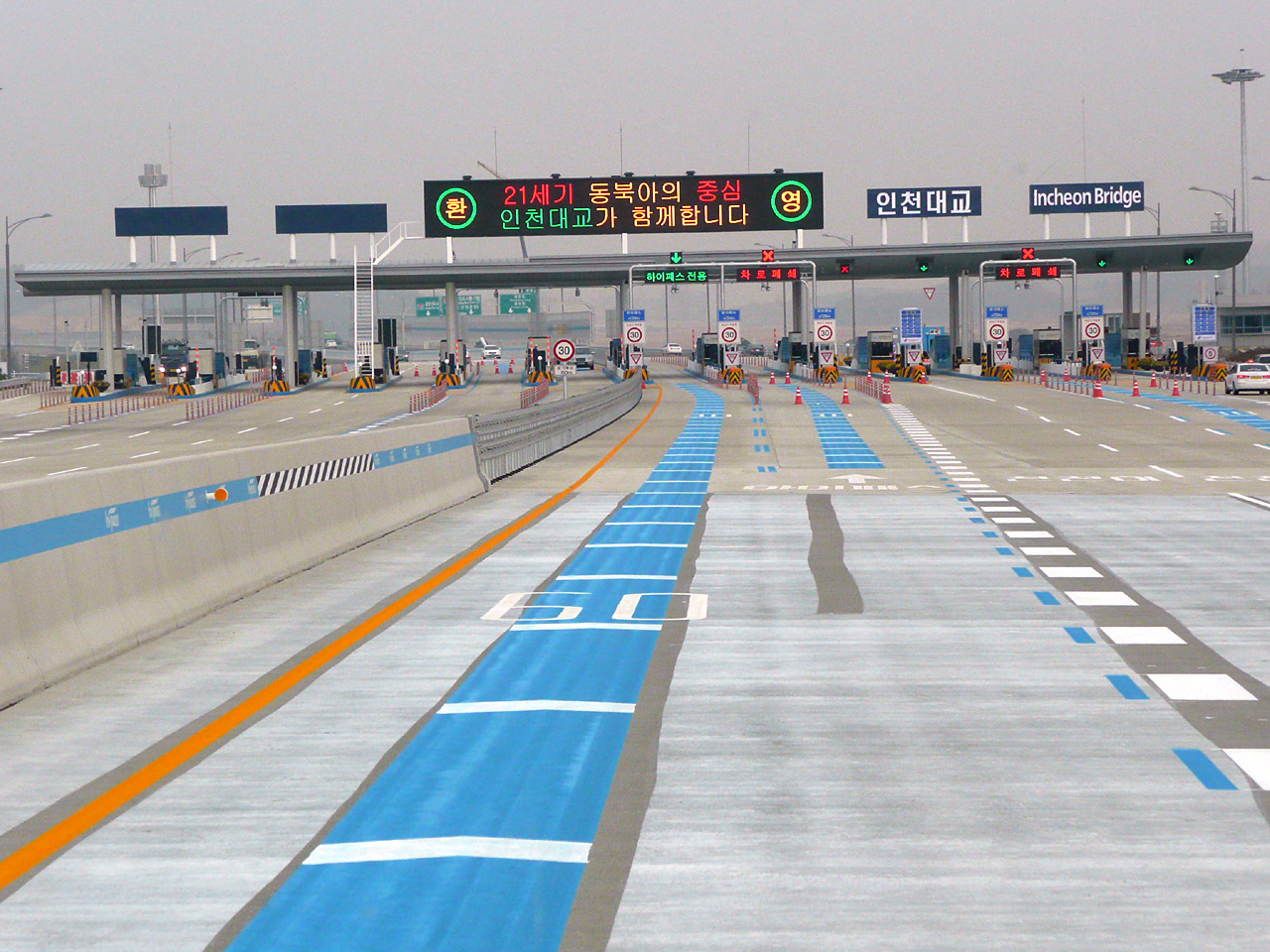
인천대교 요금소 (2009년 10월 31일)
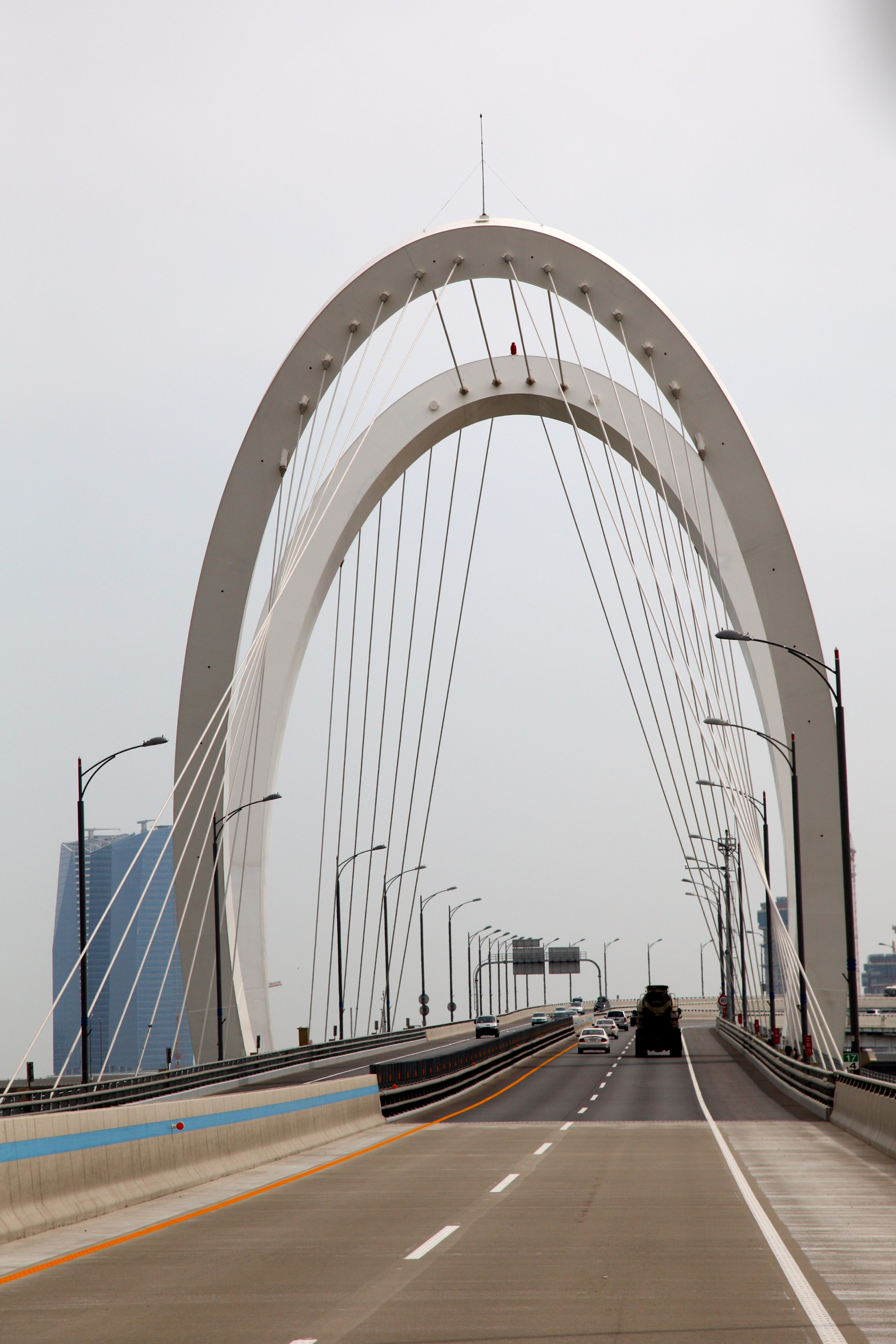
2010년 5월 5일
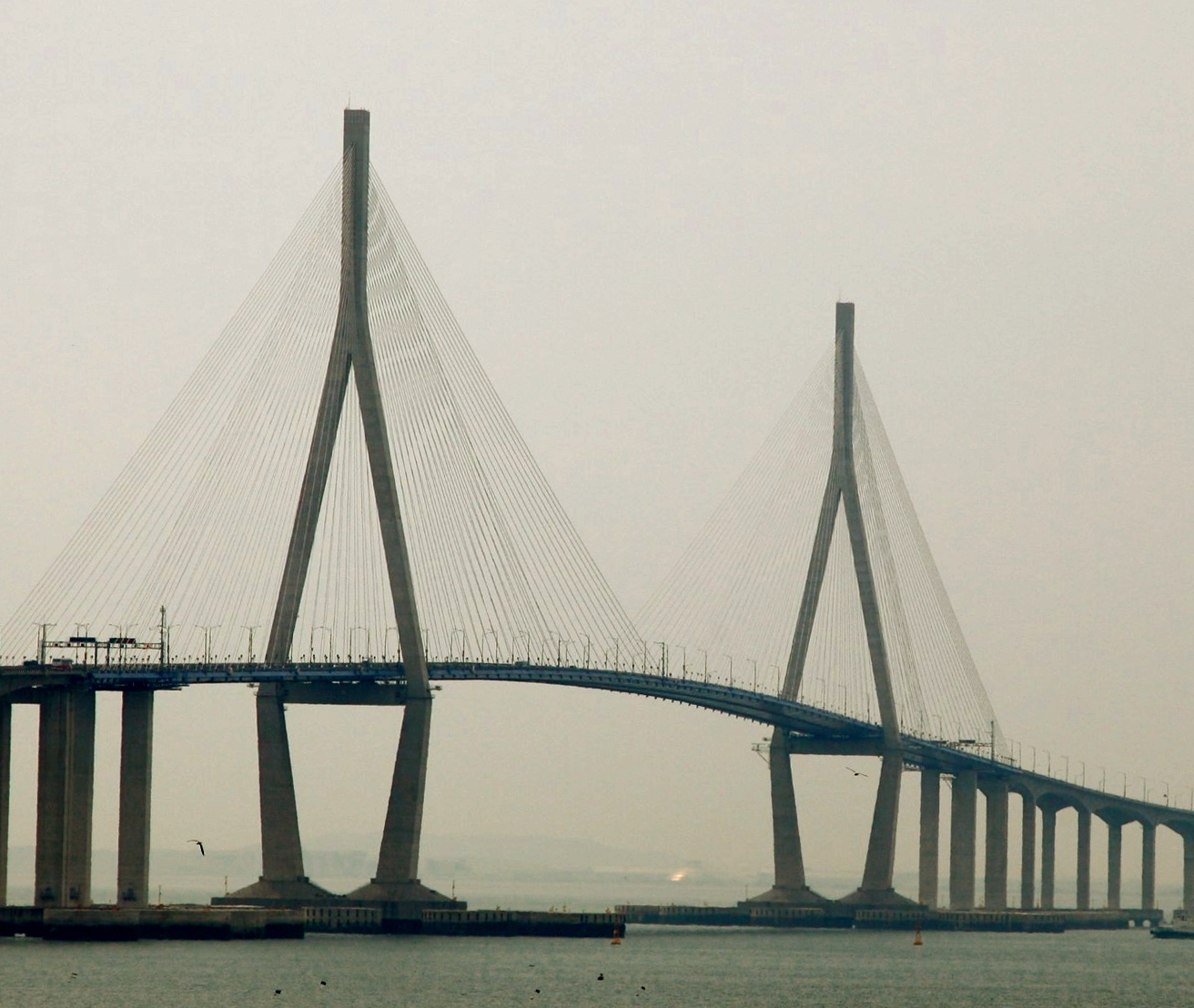
2010년 5월 5일
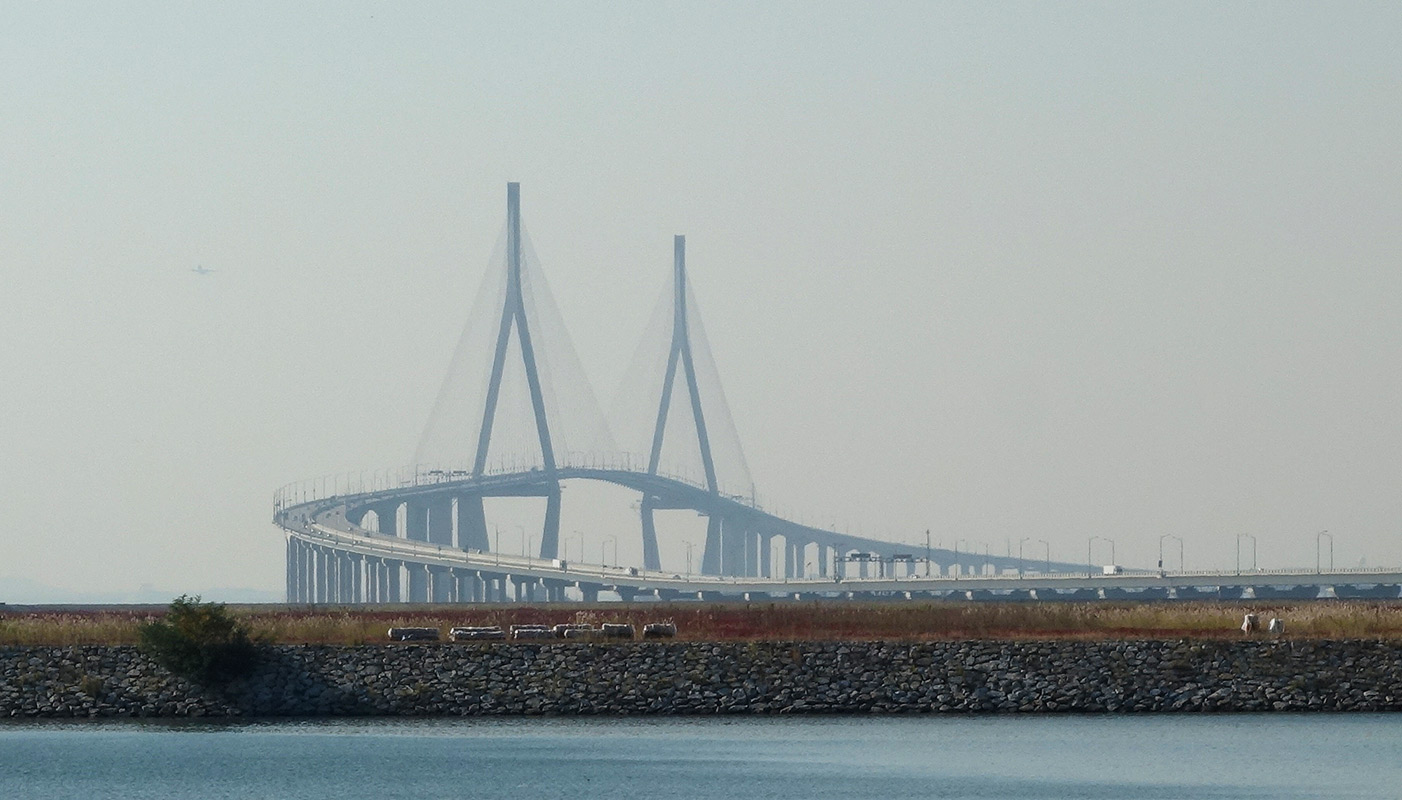
2014년 10월

## 같이 보기
- 제2경인고속도로
- 광안대교
- 영종대교
- 서해대교
- 인천대교 버스 추락 사고
- 인천대교 (기업)